# Сражение при Медиолане
Сражение при Медиолане — сражение, произошедшее в 259 году в ходе римско-алеманских войн.
Когда в октябре 253 года император Валериан I пришел к власти, его сын Галлиен был провозглашен соправителем. Пока Валериан воевал с сасанидами и готами, которые к тому времени опустошили Фракию с Малой Азией, Галлиен оставался в Италии, отвечая за сохранность границ Римской Империи от варварских вторжений.
В Западной части Империи ситуация была особенно напряженной, дунайская граница непрерывно подвергалась вторжениям варваров. Галлиен двинулся со своими войсками из Галлии в Дакию и Мёзию, чтобы дать отпор варварской угрозе. Ситуация была настолько критической, что в 259 году, легионы в Паннонии и Мёзии восстали и провозгласили Ингенуя императором.
Галлиен укрепил границу по Рейну, оставив для его защиты II Парфянский легион и отправился отражать атаки варваров.
В границах Рейна и Альп союз враждебно настроенных алеман, занимавший значительную территорию Декуматских полей, пересекли Альпы и напали на плодородные равнины у реки По. Разграбление этого региона привело в ужас жителей Рима, столицы империи, поскольку он еще не был обнесен стеной. Сенат в спешке подготовил ополчение из плебса для защиты города. Галлиен только успел разбить узурпатора как сразу пришло известие о вторжении алеман. Он повел I Вспомогательный, II Италийский и II Парфянский легионы навстречу варварам. По словам византийского историка Иоанна Зонары, варвары отступили перед стойкостью защитников Вечного города.
Когда Галлиен прибыл в долину По, то застал алеман в окрестностях Медиолана, нынешнего Милана. Согласно сведениям Зонары в завязавшейся битве алеманы понесли потери в 30 тысяч человек. А император получил от Сената победоносный титул — «Величайший Германский».
Успех достигнутый алеманами на территории Римской империи в очередной раз показал слабость многовековой традиции размещения римских легионов близ границ без обеспечения адекватной защиты внутри Империи. Битва также продемонстрировала римлянам ценность гибких воинских соединений и уязвимость Италии. Всё это вынудило императора провести крупные военные реформы, выдвинув на передний план высокомобильную полевую армию, состоящую в основном из кавалерии-вексиллий. Основные подразделения которых находились под командованием его генерала Авреола в Медиолане, защищая Италию. Во время угрозы захвата варварами города римский сенат временно восстановил свою власть, командуя собственными войсками. Однако позже данная привилегия была отнята у Сената Галлиеном. Страх, вызванный вторжением, привёл к постройке стен Аврелианом.